# Monster (site)
Monster é um site de carreiras e recrutamento para empregadores e candidatos mantido pela empresa holandesa Randstad Holding, através da empresa norte-americana Monster Worldwide. O site consta entre as 50 páginas mais visitadas sites no internet.
No dia 3 de fevereiro de 2010, o Monster Worldwide comprou o Yahoo! HotJobs, até então segundo maior portal de recrutamento online do mundo, atrás do CareerBuilder. Com os dados anteriores a essa compra, o Monster contabilizava 14.472 milhões de visitantes únicos.
Em março de 2009 a empresa abriu um escritório em São Paulo

## Monster no Brasil

### História do Monster no Brasil
O Monster veio ao Brasil em Agosto de 2007, trazida pela Corporate Monster, sediada em Maynard, Massachusetts nos EUA. A escolha de trazer a empresa ao país era estratégica para os líderes, que acreditavam na potencialidade do brasileiro e viam aqui um mercado em crescimento, no qual deveriam estar presentes. A partir de setembro de 2008, Rodolfo Ohl passou a chefiar o escritório do Monster.
O objetivo do Monster Brasil é trazer para o mercado nacional a missão da Corporate Monster: incentivar o trabalhador brasileiro a melhorar suas vidas.
De modo idêntico ao algoritmo do Monster internacional, o site brasileiro disponibiliza gratuitamente o serviço aos candidatos. O interessado se cadastra na ''database'' do Monster Brasil com até três currículos diferentes, deixando-os a disposição das empresas que comprarem acesso a esse banco de dados. O sistema do Monster Brasil é o único que permite upload de informações multimédia.
O sistema de buscas do site permite filtragem tanto para os candidatos, que podem selecionar as vagas de acordo com a localização e tipo do emprego, quanto para os empregadores, que têm acesso aos candidatos que satisfizerem suas necessidades.

## Identidade Organizacional do Monster

### Missão
Segundo o site do Monster, a missão da empresa é "contribuir para o sucesso profissional dos nossos usuários em todas as fases de suas vidas".

### Visão
O Monster avalia que o mercado de trabalho e o trabalhador não buscam mais apenas satisfação momentânea no emprego, mas também está em busca de controle e perspectiva.
Tendo isso em mente, o Monster trouxe às outras empresas de recrutamento online a noção de incentivar os candidatos a encontrar o emprego de seus sonhos, mudando o conceito no mercado: a busca de satisfação pessoal a partir do sucesso profissional.

## Trumpsauro
Trumpasaurus (carinhosamente apelidado de Trump) é o nome do mascote do Monster, uma das nove criaturas criadas por Alan Downing. O nome vem da palavra trump, que em inglês significa "trunfo". O pequno monstro representaria, portanto, o trunfo do candidato ao procurar um emprego e ter sucesso na vida profissional e pessoal.

## CEO’s do Monster
Sal Iannuzzi é o atual presidente e CEO do Monster Worldwide desde abril de 2007 e é membro da Diretoria Executiva desde julho de 2006. Antes de participar do time do Monster, Iannuzzi começou uma gestão como presidente da Motorola em janeiro de 2007. 

### Invasão de hackers
Em 2007 foram roubados dados cadastrais de 1,6 milhões de acessos do site do Monster americano.
Em janeiro de 2009 foi a vez do Monster UK (monster.co.uk) ser alvo de hackers que tiveram acesso aos dados cadastrais de 4,5 milhões de usuários..
Depois desses ataques, a equipe de segurança da informação do Monster alterou alguns processos e procedimentos internos que melhoraram as condições de segurança do site. Ainda assim, o Monster passou a recomendar aos seus clientes que coloquem somente as informações pedidas no cadastro e que fiquem atentos também aos e-mails enviados em nome da empresa, a fim de evitar ataques do tipo phishing e spoofing.